# Advent Rising
Advent Rising (укр. Світанок пришестя) — відеогра жанру екшену від третьої особи, розроблена GlyphX Games і Demiurge Studios, і видана Majesco Entertainment 31 травня 2005 для Xbox, і 30 червня 2005 для Windows. Сценарій гри написаний Дональдом Мастардом, а також авторами наукової фантастики: Орсоном Скоттом Кардом і Кемероном Дейтоном. Гра планувалася як перша частина трилогії та засновниця медіафраншизи, проте не здобула комерційного успіху. Пізніше критики характеризували її як ідейну попередницю Mass Effect.

## Ігровий процес
Гравець керує молодим чоловіком Гідеоном Ваєтом, якому належить боротися з ворогами з допомогою зброї та психокінезу. Розвиток персонажу відбувається шляхом зростання майстерності у володінні певним видом зброї чи психічних сил. Що більше Гідеон ними користується, то більше їх розвиває. Збереження прогресу відбувається з досягненням певних точок.
На початку гри Гідеон повинен користуватися комплектами першої допомоги, щоб вилікувати поранення. Потім відкривається здатність до автоматичної регенерації, коли Гідеон не зазнає поранень певний час. Зброя включає пістолети, рушниці та ракетомети, а також гранати. В бою перспектива може змінюватися на першу особу для точнішого прицілювання. В грі використовується автоприцілювання — гравець позначає ворога чи об'єкт як ціль і атаки будуть спрямовані в першу чергу на них. Іноді герой може керувати військовою технікою, на вибір займаючи місце пілота чи стрільця. Також він може битися голіруч.
Психокінез представлено низкою здібностей на кшталт відкидання ворогів на відстані чи створення щита, задіяння котрих вимагає енергії. Кожна здібність крім того якийсь час перезаряджається. Коли Гідеон досягає 3-го рівня майстерності з 5 у володінні зброєю чи психокінезом, вони отримують альтернативне використання. Наприклад, здатність до телепортації в альтернативному режимі дає сповільнення часу.

## Сюжет
Молодий пілот Гідеон Ваєт під керівництвом свого брата Ітана доставляє послів для зустрічі з інопланетною цивілізацією рептилоїдів авреліанів. На космічній станції Гідеон свариться з військовими. Пізніше відбувається зустріч, де авреаліани розповідають, що вважають людей мало не богами, бо в присутності людей природна здатність авреліанів до телекінезу багатократно зростає. Інша цивілізація, Шукачі, вважає це загрозою для порядку в галактиці. Шукачі вважають себе найрозвиненішими істотами та офіційно розшукують молодші цивілізації аби допомогти їм розвинутися та увійти в галактичне суспільство. Люди загрожують їхньому становищу, тож Шукачі прагнуть знищити людей, поки ті не усвідомили свою могутність.
Незабаром космічна станція зазнає атаки Шукачів. Гідеону вдається розшукати свою наречену Олівію та Ітана, і дійти до рятувальних капсул. Йому доводиться обирати кого з них врятувати, а персонажа, що лишився на станції, схоплюють Шукачі. Капсула падає на найближчу людську колонію Едумея.
На планеті Гідеон досягає військової бази, де допомагає в битві з Шукачами. Від командира Торна Гідеон довідується, що вороги скидають на планету астероїди. До того як Едумея вибухне, Гідеон з Олівією/Ітаном добираються до шаттла, де знаходять військову Марін. Утрьох вони прориваються крізь обстріл Шукачів, а пізніше їх підбирає авреліанський корабель. Тамтешній лідер Келем розповідає про давнє пророцтво, згідно з яким цивілізації галактики ввійдуть до епохи процвітання, коли відшукають людей.
Гідеон вчиться в Келема скеровувати силу авреліанів для телекінезу. Згодом нападають Шукачі, розгнівані тим, що авреліани переховують людей. Ваєту разом зі своїми супутниками і деякими інопланетянами вдається пробратися на судно нападників. Корабель падає в океан планети Аврелія, поділеної між авреліанами та Шукачами. Палуби затоплює, через що супутник Гідеона (Ітан або Олівія) гине. Досліджуючи найближчий острів, Гідеон з Марін допомагає місцевим жителям у боротьбі з Шукачами. Келем закликає Шукачів до миру, та вони не зважають і влаштовують різанину на перемовинах. Посол Шукачів каже Гідеону, що є могутні сутності, котрі хотіли б скористатися здібностями людей, після чого тікає.
Авреліанин Енорім приводить Гідеона до стародавнього храму, де перед ним відкривається таємна кімната. Всередині Гідеон знаходить реліквію, що збільшує його силу. Енорім знаходить корабель, на якому вони летять в Галактичну раду. В польоті командир Банат свариться з Енорімом, зневажливо ставлячись до його віри в пророцтво. Гідеону доводиться битися з Банатом, який ув'язнив Марін, боячись, що вона стане зайвою підставою для війни. Енорім збирає флот аби дати відсіч Шукачам. Гідеон допомагає в наземному бою і пробирається до лабораторії, де сховано Марін. Він бореться з чудовиськом, яке вирвалося на волю, поки Марін готує корабель для відльоту. В лабораторії вмикається самознищення, вона вибухає, але Гідеон рятує Марін, створивши силовий щит. Енорім, каже, що завдяки Гідеону його народ тепер має надію протистояти Шукачам. Марін приєднується до делегації, котра вирушає в Галактичну раду аби домовитися про перемир'я.
На засіданні Ради Гідеон виступає як свідок, який розповідає про злочини Шукачів. Несподівано з'являється істота, що називає себе Справжньою людиною. Істота виявляється першим втраченим супутником Гідеона (Олівією чи Ітаном), кіборгізованим Шукачами, та намагається вбити Гідеона. Коли той перемагає, утворюється портал, що затягує Гідеона та переносить на засніжену планету. Там він зустрічає істоту Чужинця, котра кличе його за собою зі словами, що їм належить багато зробити разом.

## Розробка
Advent Rising планувалася як перша частина трилогії для Xbox і Windows і характеризувалася як «кінематографічна» гра. Також планувалася побічна гра для PSP. Сюжет загалом писався Дональдом Мастардом, Орсон Скотт Кард писав діалоги, а Кемерон Дейтон — постановку заставок. Випуск планувався в першій чверті 2004 року, проте зрештою відбувся тільки через рік.
Для Windows-версії в 2010 році було видано неофіційний фанатський патч, який виправляє більшість помилок і недоопрацювань гри. Зокрема: повертає 12 заставок, наявних в Xbox-версії, але відсутніх у Windows; виправляє розсинхронізацію звуку й відео та субтитрів; дозволяє відображати гру в співвідношенні сторін екрана 16:9, трилінійну фільтрацію текстур і вертикальну синхронізацію; додає часткову підтримку геймпада Xbox One; додає гарячі клавіші для керування камерою огляду та виконання деяких поширених дій; виправляє помилки з відображенням цілей і зброї. Оновлена версія патчу 2015 року дозволяє відображати всі заставки у вищій якості та додає ще 15 сцен.
Цифрова версія гри для Windows, поширювана через Steam, містила заставки з Xbox-версії. У 2018 році Majesco Entertainment видала власний патч, який дозволяє повноцінно відображати гру на сучасних моніторах і додає нові налаштування графіки.

## Оцінки й відгуки
Advent Rising для Xbox отримала змішані оцінки, зібравши на агрегаторі Metacritic 68 балів зі 100 від критиків і 7,5/10 від пересічних гравців. Критика головним чином була спрямована на програмні помилки, гальмування гри та складність боїв при автоприцілюванні. Версія для Windows була прийнята краще, зібравши 70/100 та 8,6/10.
У The Escapist називали Advent Rising «Mass Effect, що вийшла на кілька років раніше». Головною причиною її комерційної невдачі, як припускалося, стали надто великі надії розробників на продовження. Адже завершується Advent Rising на півслові, а персонажі лишаються нерозкритими. На додаток, стрілянина характеризувалася як надто проста для гри, де вона складає основу процесу. Видання The Gamer порівняло Advent Rising з Too Human і Mass Effect: Andromeda. Згідно з Tucson.com, Advent Rising виглядає як клон Halo, маючи регенерацію здоров'я протагоніста, аналогічне керування технікою та навіть подібний дизайн ворогів. На думку True Achivements, що поставили гру на 4-е місце з-поміж ігор, яким не вдалося заснувати франшизу, індустрія відеоігор була неготова до творів такого стилю. Цей час настав за кілька років, коли з'явилася Mass Effect.
Xbox Live організували змагання з пошуків прихованих символів у грі, за перемогу в якому обіцявся 1 млн доларів. Однак невдовзі 15 серпня 2005 року змагання було скасовано, позаяк у грі не виявилося способів чесно відшукати символи. Як компенсацію, власникам Advent Rising пропонувалося взяти дві гри Majesco Entertainment безкоштовно з переліку: BloodRayne 2, Guilty Gear X2, Psychonauts, Raze's Hell або Phantom Dust.

## Комікс
Сценарист гри Дональд Мастард доповнив сюжет Advent Rising коміксом, що вийшов у 2004. Пізніше сюжет продовжила серія коміксів Роба Вурлі та низки співавторів, видана в 2005—2006 роках, де описуються пригоди Гідеона, Ітана й Олівії за 10 років до початку Advent Rising.